# Конвой «Вевак № 18»
Конвой «Вевак № 18» — японський конвой часів Другої світової війни, проведення якого відбувалось у січні — лютому 1944-го.
Пунктом призначення конвою був Вевак на північному узбережжі Нової Гвінеї, де розміщувався головний японський гарнізон на цьому острові. Вихідним пунктом став Палау — важливий транспортний хаб на заході Каролінських островів.
До складу конвою увійшли транспорти «Кайо-Мару», «Кофуку-Мару» та «Мексико-Мару», тоді як охорону забезпечували есмінець «Сірануї» та допоміжний мисливець за підводними човнами CHa-3.
Конвой вийшов з порту 23 січня 1944-го, а 25 січня Палау полишив мінний загороджувач «Ширатака», який мав на борту загін військовослужбовців. 27 січня «Ширатака» наздогнав конвой та узяв його під охорону, тоді як «Сірануї» і CHa-3 відокремились та попрямували до порту Холландія (наразі Джаяпура, за три з половиною сотні кілометрів західніше Веваку).
28 січня конвой досягнув пункту призначення, при цьому на підході «Ширатака» відокремився та підійшов до острова Каіріру (два десятки кілометрів на північний захід від Веваку), де висадив військовослужбовців та прийняв на борт сім сотень хворих і 1100 пустих бочок. Транспорти конвою також швидко розвантажились у Веваку і 29 січня загін рушив назад, при цьому в якийсь момент до нього знову приєднались «Сірануї» і CHa-3.
Хоча поблизу Палау регулярно діяли американські підводні човни, а Вевак лежав у межах досяжності ворожої авіації, проте в підсумку конвой пройшов без втрат і 3 лютого повернувся на Палау.